# Обербург (Берн)
Обербург (нем. Oberburg BE) — коммуна в Швейцарии, в кантоне Берн. 
Входит в состав округа Бургдорф. Население составляет 2862 человека (на 31 декабря 2006 года). Официальный код — 0418.